# Poecilogramma annulifemur
Poecilogramma annulifemur är en insektsart som beskrevs av Karsch 1887. Poecilogramma annulifemur ingår i släktet Poecilogramma och familjen vårtbitare. Inga underarter finns listade i Catalogue of Life.